# Ђорђе Лојанчић
Ђорђе Лојанчић Лоја (Београд, 30. мај 1914—Тиват, 19. мај 1993) био је југословенски и српски фудбалер.

## Биографија
Рођен је 30. маја 1914. године у Београду. Био је машински инжењер и запослио се у Борову 1941. године, а у исто време играо за СК Бата Бороов. Преминуо је 1993. године од тумора на бешици у Тивту, где је живео као пензионер.

## Каријера
Каријеру је почео у подмлатку СК Југославија, а на лигашкој сцени појавио се у сезони 1932/1933 Првенства Југославије. На утакмици против СК Победа 21. јуна 1937. године у Нишу у судару са голманом задобио је прелом ноге и пазурао две и по године. Вратио се у сезони 1938/1939. а од априла 1940. до пролећа 1941. године играо ја за Бата Борово. Други светски рат је провео у Београду и играо за Обилић..
За селекцију Београда одиграо је 2 утакмице, као и 2 за репрезентацију Југославије. Прву утакмицу за селекцију Југославије одиграо је 6. септембра 1936. године у мечу против селекције Пољске у Београду, а другу 9. маја 1937. године против репрезентације Мађарске у Будимпешти, а играо је на месту полутке.
Био је висок 190 cm, снажне конституције и добар дриблер.